# Аеродром Самос
Међународни аеродром Самос-Аристархос (грч. Κρατικός Αερολιμένας Σάμου „Αρίσταρχος”) је аеродром грчког острва и важног туристичког одредишта Самос. Аеродром се налази у средишњем делу острва, а од највећег града острва, Ватија, је удаљен 14 km југозападно.
Аеродром Самос махом опслужује туристе, па преовлађују сезонске линије и чартери. Последњих година он је по броју путника међу 15 грчких аеродрома. По подацима из 2022. године кроз аеродром је прошло близу пола милиона путника.

## Авио-компаније и дестинације
Следеће авио-компаније обављају редовне и чартер летове на аеродрому Самос:
| Airlines                | Destinations                                                                                                  |
| ----------------------- | --- |
| Aegean Airlines         | Athens |
| Austrian Airlines       | Seasonal: Vienna                                                                                              |
| Brussels Airlines       | Seasonal: Brussels                                                                                            |
| Condor                  | Seasonal: Düsseldorf, Frankfurt, Hamburg, Munich                                                              |
| Corendon Dutch Airlines | Seasonal: Amsterdam                                                                                           |
| Discover Airlines       | Seasonal: Munich                                                                                              |
| Edelweiss Air           | Seasonal: Zürich                                                                                              |
| Eurowings               | Seasonal: Düsseldorf                                                                                          |
| Jet2.com                | Seasonal: Birmingham (begins 4 May 2026), London–Stansted (begins 7 May 2026), Manchester (begins 5 May 2026) |
| Neos                    | Seasonal: Milan–Malpensa, Verona                                                                              |
| Olympic Air             | Thessaloniki                                                                                                  |
| Scandinavian Airlines   | Seasonal charter: Copenhagen, Gothenburg, Oslo, Stockholm–Arlanda Trondheim (begins 7 June 2025)              |
| Sky Express             | Athens, Chios, Lemnos, Mytilene, Rhodes, Thessaloniki                                                         |
| Smartwings              | Seasonal: Prague                                                                                              |
| Trade Air               | Seasonal charter: Ljubljana                                                                                   |
| Transavia               | Seasonal: Amsterdam                                                                                           |
| TUI Airways             | Seasonal: London–Gatwick                                                                                      |
| TUI fly Belgium         | Seasonal: Brussels                                                                                            |
| TUI fly Netherlands     | Seasonal: Amsterdam                                                                                           |
| TUI fly Nordic          | Seasonal charter: Gothenburg, Oslo, Stockholm–Arlanda                                                         |